# Vouyiáton
Vouyiáton (Vougiato) är en ort i Grekland.   Den ligger i prefekturen Nomós Zakýnthou och regionen Joniska öarna, i den sydvästra delen av landet, 260 km väster om huvudstaden Aten. Vouyiáton ligger 60 meter över havet och antalet invånare är 306. Den ligger på ön Zakynthos.
Terrängen runt Vouyiáton är kuperad åt sydväst, men åt nordost är den platt. Runt Vouyiáton är det ganska tätbefolkat, med 78 invånare per kvadratkilometer. Närmaste större samhälle är Zákynthos, 7,9 km öster om Vouyiáton. Trakten runt Vouyiáton består till största delen av jordbruksmark.